# SoCal Sessions
SoCal Sessions – kompilacja amerykańskiej grupy muzycznej P.O.D. Album zawiera utwory nagrane w wersji akustycznej.

## Lista utworów
1. Panic & Run
2. Will You
3. Youth Of The Nation
4. No Ordinary Love Song
5. Strength Of My Life
6. Alive
7. Higher
8. It Can’t Rain Everyday
9. Lost In Forever
10. I’ll Be Ready
11. Beautiful
12. Set Your Eyes To Zion

## Twórcy
- Traa Daniels – gitara basowa
- Sonny Sandoval – śpiew
- Marcos Curiel – gitara
- Wuv Bernardo – perkusja